# Spoorlijn Wittlich - Bernkastel-Kues
De spoorlijn Wittlich - Bernkastel-Kues was een Duitse spoorlijn en als spoorlijn 3111 onder beheer van DB Netze.

## Geschiedenis
De spoorlijn werd in 1883 in gebruik genomen. In 1984 werd het treinverkeer opgeheven en in 1989 gesloten waarna de sporen werden opgebroken.

## Aansluitingen
In de volgende plaats was een aansluiting op de volgende spoorlijnen:
Wittlich Hauptbahnhof
DB 3010, spoorlijn tussen Koblenz en Perl
DB 3110, spoorlijn tussen Wittlich en Daun